# Maeda Koji
Koji Maeda (sinh ngày 3 tháng 2 năm 1969) là một cầu thủ bóng đá người Nhật Bản.

## Sự nghiệp câu lạc bộ
Koji Maeda đã từng chơi cho Gamba Osaka, Sagan Tosu, Avispa Fukuoka, Yokohama Flügels, Júbilo Iwata, FC Tokyo, Vissel Kobe và Volca Kagoshima.